# غليفوسات
غليفوسات (بالإنجليزية: Glyphosate)‏ هو مبيد أعشاب ضارة مستخدم على نطاق واسع، وخصوصاً الأعشاب عريضة الأوراق الموسمية والتي تُنافس المحاصيل الزراعية. وهو مركب فسفور عضوي. تم اكتشافه من قِبل الكيميائي الأمريكي جون فرانز في شركة مونسانتو سنة 1970. يتميز الغليفوسات بفعاليته للقضاء على الأعشاب الضارة دون الإضرار بالمحاصيل الزراعية وثمنه الرخيص. يوجد داخل أكثر من 750 منتج زراعي منتشرة في جميع أنحاء العالم.
حذر العلماء من استخدام الغليفوسات وقالو بأنه يُسبب السرطان، ومن المحتمل أن يكون مسرطناً للبشر. وأصبحت وكالات وطنية ودولية تنظيمية عِدة بدأت تأخذ هذه التحذيرات بعين الاعتبار.